# Прапор Миколаївського району (Миколаївська область)
Пра́пор Микола́ївського райо́ну — офіційний символ Миколаївського району, Миколаївської області затверджений 31 травня 2012 року рішенням № 20 XIV сесії районної ради 6 скликання. Автор герба — Ігор Дмитрович Янушкевич.

## Опис
Прапор являє собою прямокутне полотнище зі співвідношенням сторін 2:3, поділене горизонтально хвилястими лініями на три поля: синє, біле і зелене. Співвідношення ширини полів становить 4:1:1. Ширина білої смуги від верхнього до нижнього гребеня становить 17 % ширини прапора, ширина зеленої смуги від верхнього гребеня до нижнього краю прапора становить 17 % ширини прапора.
У верхньому синьому полі біля древка герб Миколаївського району у жовтій облямівці, без картуша, прикрас та корони. Співвідношення сторін герба становить 5:6. Висота герба з жовтою облямівкою становить 48 % ширини прапора, ширина герба з облямівкою становить 27 % довжини прапора. Ширина облямівки становить 2 % висоти герба.
Відстань від верхнього краю прапора до верхнього краю герба становить 10 % ширини прапора. Відстань від краю прапора біля древка до вертикальної осі прапора становить 25 % довжини прапора.

## Символіка
Синій колір уособлює вірність, білий колір символізує доброту, зелений колір символізує надію і достаток. Прапор є символом духовної величі, багатства сільгоспугідь та водних ресурсів території та мешканців Миколаївського району.

## Прапор квітня-травня 2012 року

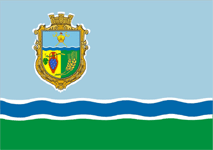
Прапор квітня-травня 2012 року

Затверджений 13 квітня 2012 року рішенням сесії районної ради. Прямокутне полотнище зі співвідношенням сторін 2:3 поділене хвилястими горизонтальними лініями — блакитною, білою, синьою, білою та зеленою — у співвідношенні 20:1:3:1:6. У верхній древковій частині — герб району.